# معصرة

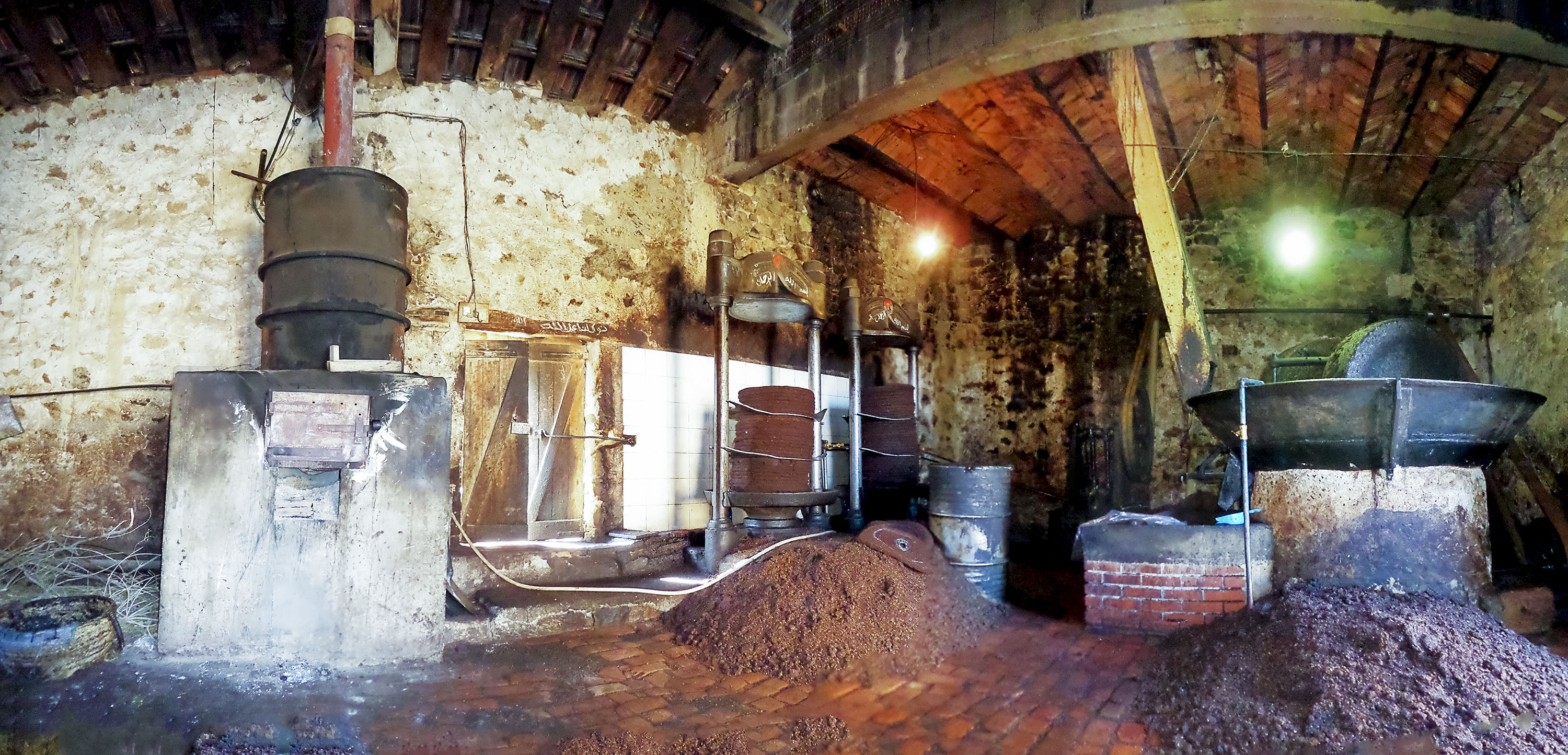
معصرة في القبائل

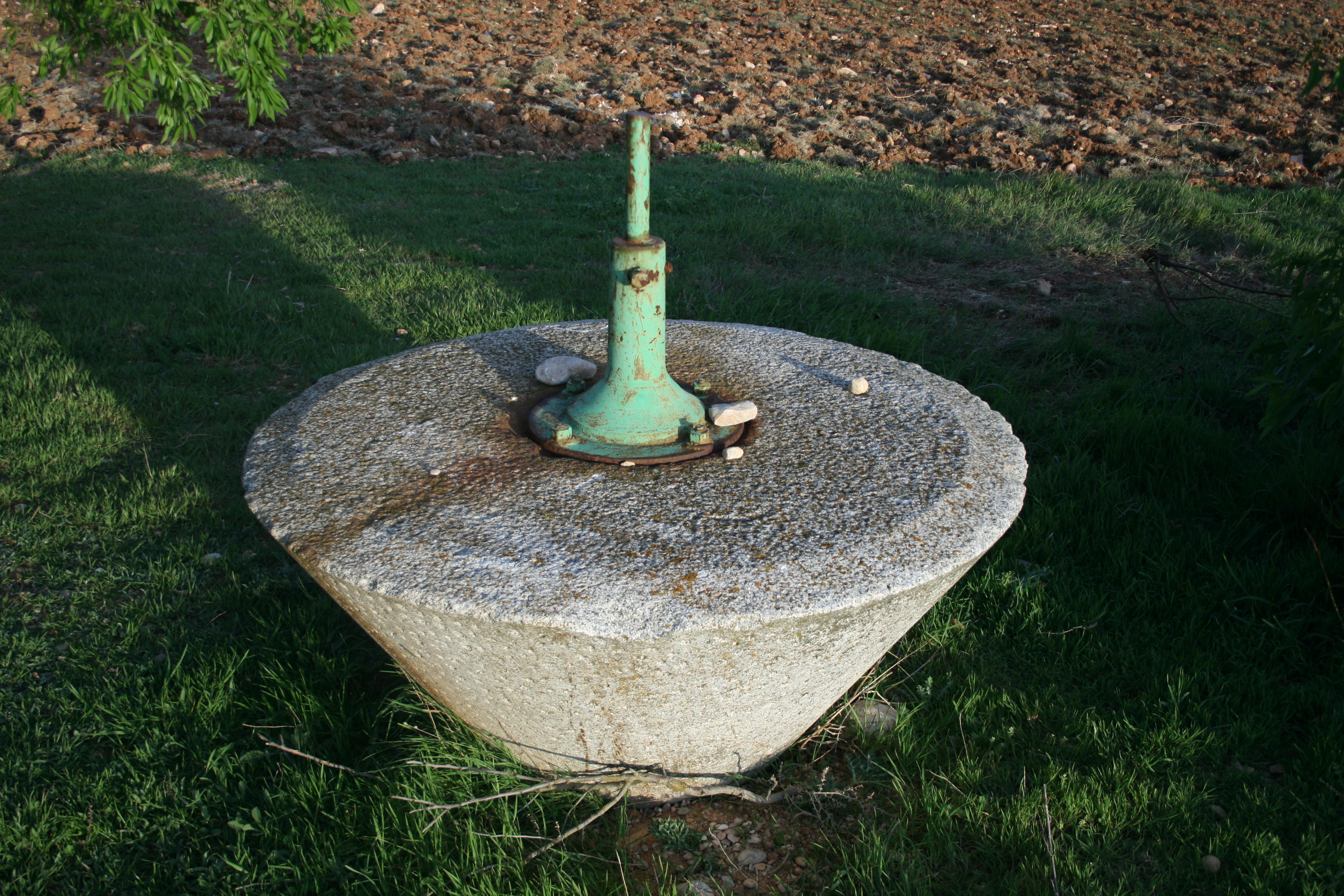
معصرة في البسيط

المعصرة بكسر الميم ما يعصر فيه العنب وغيره. وصاحبها العصار. والمعصرة الزرزورية معصرة في جوانبها كثير من هذا الطائر يحمل الزيتون إلى أوكاره فينتشر منه فيجمعونه ويعتصرون منه الزيت. والمعصرة في جازان قطعة من الخشب المجوف وبها جذع كبير من الخشب يعمل على تحريك السمسم ومن ثم عصره عن طريق دوران الحمل لعدة ساعات حتى يتم استخلاص زيت السمسم. وتطلق المعصرة، وبالفارسية عصارخانه، في إيران على بعض المطاحن التقليدية الخاصة التي تقوم بعجن الحبوب والبذور واستخلاص زيتها. وفي القدس معصرة واحدة للزيتون تقع ببلدة صور باهر جنوبي القدس وأنشئت قبل تسعة أعوام بعد أن عزل جدار الاحتلال المدينة عن محيطها وباقي المدن الفلسطينية.

## معرض صور

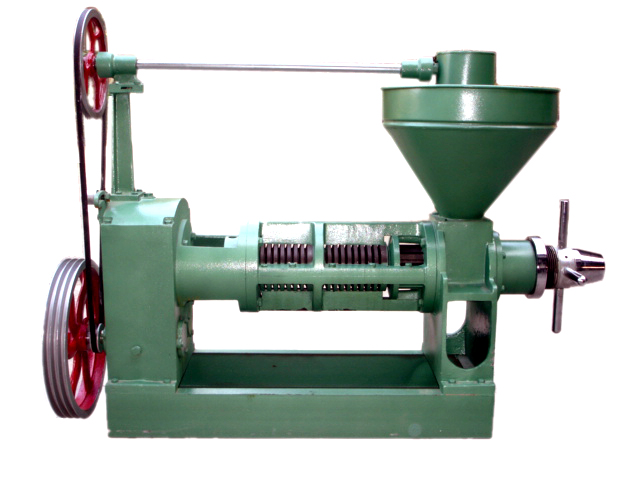
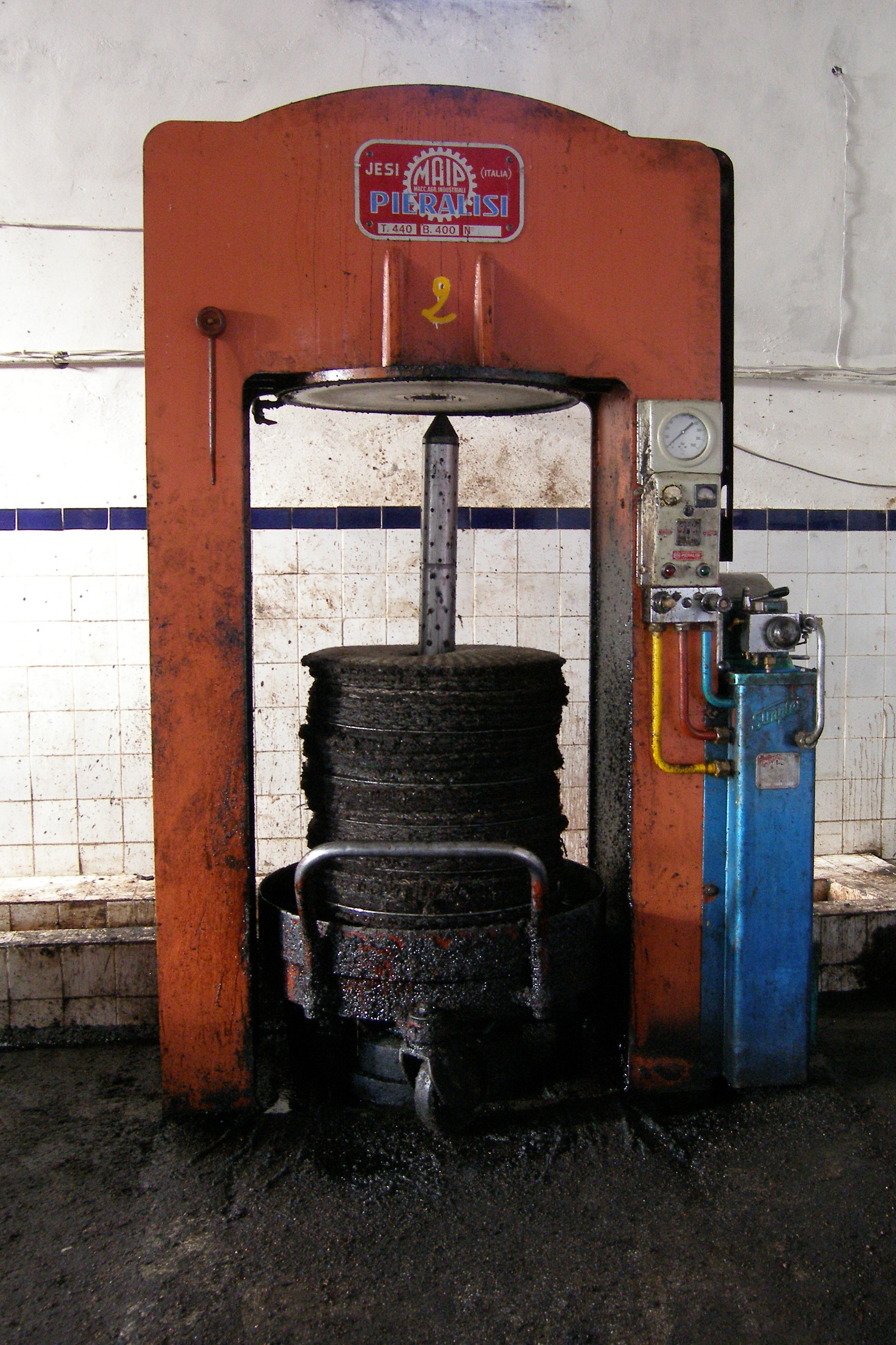
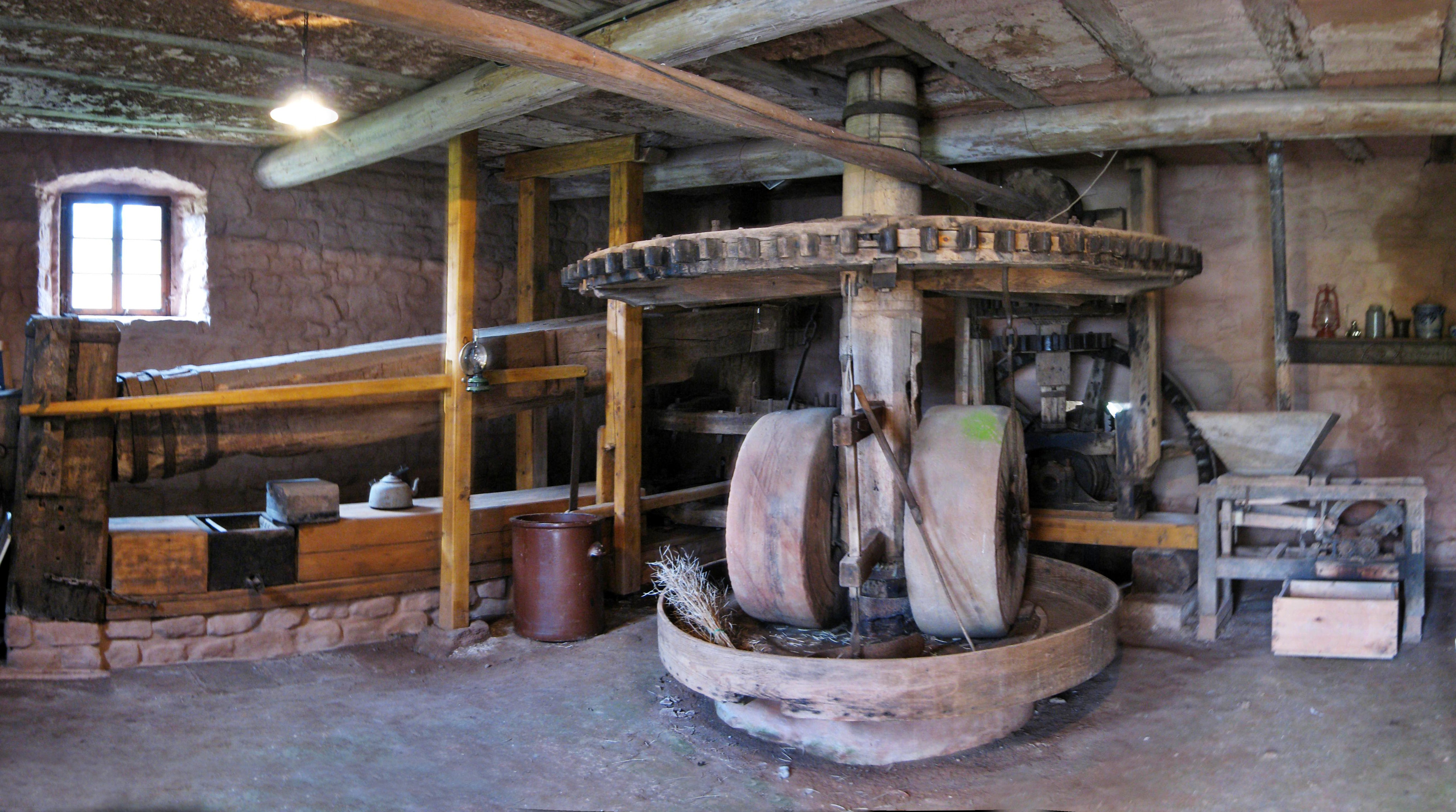

## انظر أيضا

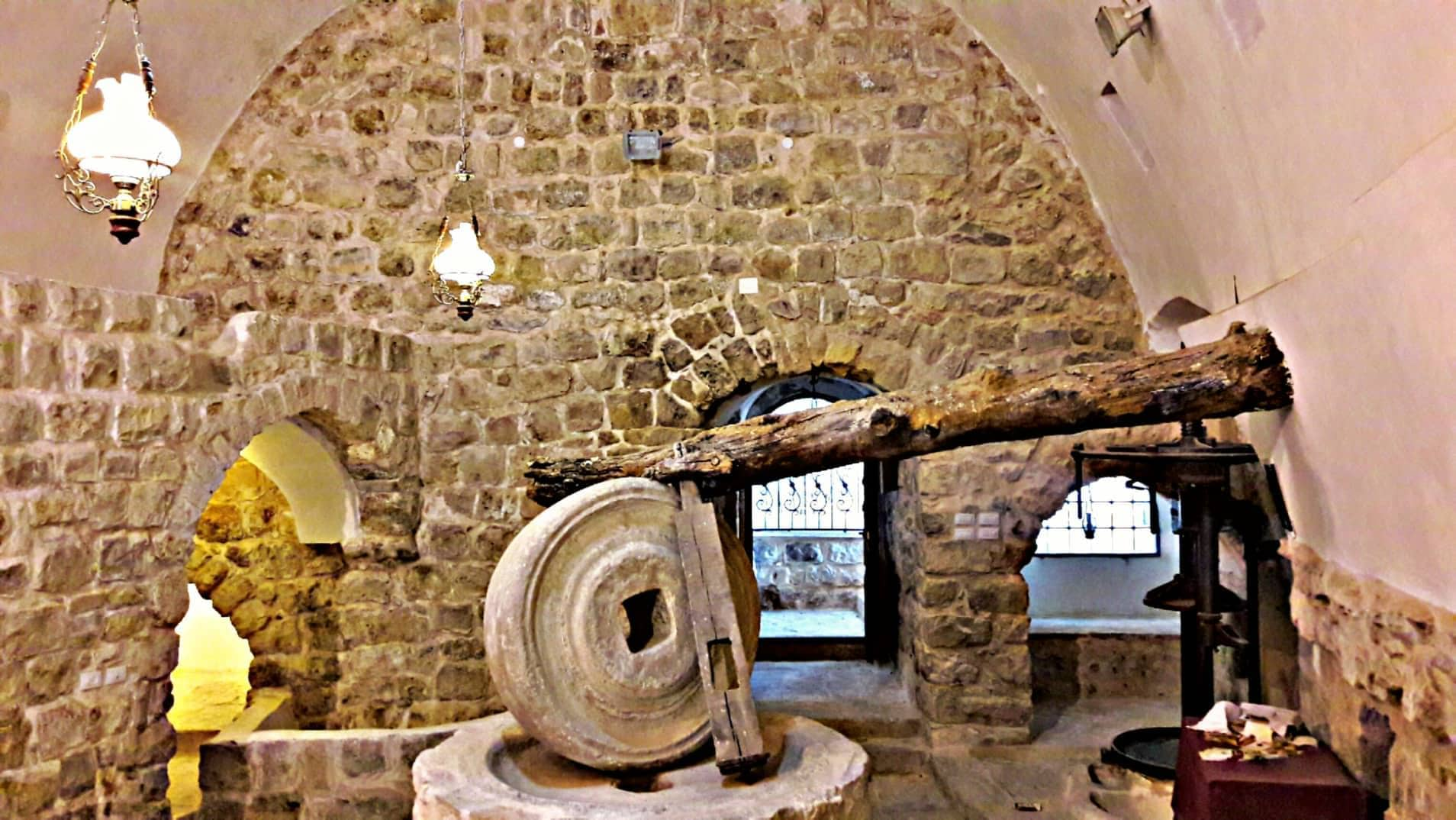
معصرة الزيتون الموجودة في البلدة القديمة في خليل الرحمن في فلسطين